# Masjid Ahmad
Masjid Ahmad is een  moskee in de stadstaat Singapore, gelegen in het gebied Pasir Panjang, op de kruising van South Buona Vista Road en Lorong Sarhad. Het was oorspronkelijk een kampung moskee, gebouwd in 1934, maar is later herontwikkeld.

## Vervoer
De moskee is bereikbaar vanaf het MRT-station Pasir Panjang.